# Jugendbewegung
Die Jungendbewegung (hnutí mladých), jedná se o německé hnutí, který byl založeno na odmítání měšťáctví. Vznik tohoto hnutí bývá dáván do roku 1896, větší rozvoj nastal až po roce 1900. Nejmasovějším projevem hnuté byly mládežnické kluby Wandervogel.
Vznik tohoto hnutí vyplynul ze situace, která na německé umělecké scéně nastala na přelomu 19. a 20. století. Toto hnutí se zaměřilo na návrat k přírodě a kritiku měšťáckých ideálů. V průběhu první světové války se dostalo do vlivu německého nacionalistického romantismu. Brzy po vzniku NSDAP se stalo jedním z hnutí, které jí, zpočátku nevědomě, pomáhalo rozpoutávat nacionalistické tendence v Německu.
Po roce 1933 se s tímto směrem ztotožnila vládnoucí NSDAP, která ji prakticky ovládla, protože zvláště její jednoduchý hudební styl přesně vyhovoval jejímu stylu propagandy.
Po druhé světové válce bylo několik pokusů o obnovu hnutí, nebyly však příliš úspěšné.

## Hudba
V tu dobu byla mezi hudebníky v módě velmi složitá a vyumělkovaná hudba. Toto mládežnické hnutí je reakcí na to, cílem hnutí bylo vrátit hudbě jednoduchost, pravdivost a tím i přirozenost. S tím souviselo odmítnutí tehdejšího, lze říci, běžného způsobu života ve městě, který členové hnutí charakterizovali jako „maloměšťáckou, přetechnizovanou společnost“. Do protikladu s tehdejšími trendy postavili lidové písně, jejich přirozený rytmus a jednoduchou melodii, díky těmto vzorům se k této hudbě velmi brzy připojil i tanec. To umožnilo vznik mnoha hudebních uskupení, protože zjednodušení hudebních principů vedlo ke snazší pochopitelnosti hudby. Tyto základní myšlenky shrnuté do hesle (Schupoper, Lehrstück, Spielmusik) se projevili již ve sbírce Zupfgeigenhansel z roku 1909.
K rozšíření navíc přispěl fakt, že se v tu dobu se postupně začínalo stávat dostupné rádio, které mělo k takové hudbě blíže. Dalším výrazným faktorem, který ovlivnil rozšíření těchto myšlenek byla snaha tehdejší evangelické církve o zjednodušení hudebních motivů, tato církev zareagovala na nový proud velice rychle a vypůjčila si jeho základní myšlenky.

## Význam
Význam tohoto hnutí je značný, protože jejich hudba ovlivnila pojetí hudby na školách a v evangelické církvi. Zároveň umožnilo prudký rozvoj hudby, který se následně odrazil i ve spojení s filmem v propagandě. Některé myšlenky tohoto období jsou stále využívány v reklamních šotech, či při politické propagaci. Jedná se o hudební směr, který přímo směřoval k tanci.